# Neogale
Neogale és un gènere de mamífers carnívors de la família dels mustèlids. Són oriünds de les Amèriques, on tenen una àmplia distribució que va des d'Alaska fins a Bolívia.

## Taxonomia
Els membres d'aquest gènere havien estat classificats en els gèneres Mustela i Neovison, però molts estudis havien determinat que diverses espècies americanes de Mustela i les dues espècies de Neovison formaven un clade monofilètic distint de tots els altres mustelins. Un estudi del 2021 establí que aquest clade divergí de Mustela durant el Miocè superior, fa 11,8-13,4 milions d'anys, i que tots els membres del clade tenen una relació més propera entre si que amb qualsevol altra espècie de Mustela. Els autors li assignaren el nom Neogale, encunyat originalment per John Edward Gray. La Societat Americana de Mastòlegs acceptà el canvi.
|  | \| \| Neogale africana \| \| \| \| \| \| Neogale felipei \| \| \| \| |
|  |                                                                      |
|  | Neogale frenata                                                      |
|  |                                                                      |
|  | Neogale africana                                                     |
|  |                                                                      |
|  | Neogale felipei                                                      |
|  |                                                                      |

|  | Neogale africana |
|  |                  |
|  | Neogale felipei  |
|  |                  |

|  | Neogale vison      |
|  |                    |
|  | Neogale macrodon † |
|  |                    |

|  | \| \| Neogale africana \| \| \| \| \| \| Neogale felipei \| \| \| \| |
|  |                                                                      |
|  | Neogale frenata                                                      |
|  |                                                                      |
|  | Neogale africana                                                     |
|  |                                                                      |
|  | Neogale felipei                                                      |
|  |                                                                      |

|  | Neogale africana |
|  |                  |
|  | Neogale felipei  |
|  |                  |

|  | Neogale vison      |
|  |                    |
|  | Neogale macrodon † |
|  |                    |

|  | \| \| Neogale africana \| \| \| \| \| \| Neogale felipei \| \| \| \| |
|  |                                                                      |
|  | Neogale frenata                                                      |
|  |                                                                      |
|  | Neogale africana                                                     |
|  |                                                                      |
|  | Neogale felipei                                                      |
|  |                                                                      |

|  | Neogale africana |
|  |                  |
|  | Neogale felipei  |
|  |                  |

|  | Neogale vison      |
|  |                    |
|  | Neogale macrodon † |
|  |                    |

|  | \| \| Neogale africana \| \| \| \| \| \| Neogale felipei \| \| \| \| |
|  |                                                                      |
|  | Neogale frenata                                                      |
|  |                                                                      |
|  | Neogale africana                                                     |
|  |                                                                      |
|  | Neogale felipei                                                      |
|  |                                                                      |

|  | Neogale africana |
|  |                  |
|  | Neogale felipei  |
|  |                  |

|  | Neogale vison      |
|  |                    |
|  | Neogale macrodon † |
|  |                    |

|  | \| \| Neogale africana \| \| \| \| \| \| Neogale felipei \| \| \| \| |
|  |                                                                      |
|  | Neogale frenata                                                      |
|  |                                                                      |
|  | Neogale africana                                                     |
|  |                                                                      |
|  | Neogale felipei                                                      |
|  |                                                                      |

|  | Neogale africana |
|  |                  |
|  | Neogale felipei  |
|  |                  |

|  | Neogale vison      |
|  |                    |
|  | Neogale macrodon † |
|  |                    |

|  | \| \| Neogale africana \| \| \| \| \| \| Neogale felipei \| \| \| \| |
|  |                                                                      |
|  | Neogale frenata                                                      |
|  |                                                                      |
|  | Neogale africana                                                     |
|  |                                                                      |
|  | Neogale felipei                                                      |
|  |                                                                      |

|  | Neogale africana |
|  |                  |
|  | Neogale felipei  |
|  |                  |

|  | Neogale vison      |
|  |                    |
|  | Neogale macrodon † |
|  |                    |

|  | \| \| Neogale africana \| \| \| \| \| \| Neogale felipei \| \| \| \| |
|  |                                                                      |
|  | Neogale frenata                                                      |
|  |                                                                      |
|  | Neogale africana                                                     |
|  |                                                                      |
|  | Neogale felipei                                                      |
|  |                                                                      |

|  | Neogale africana |
|  |                  |
|  | Neogale felipei  |
|  |                  |

|  | Neogale vison      |
|  |                    |
|  | Neogale macrodon † |
|  |                    |

|  | \| \| Neogale africana \| \| \| \| \| \| Neogale felipei \| \| \| \| |
|  |                                                                      |
|  | Neogale frenata                                                      |
|  |                                                                      |
|  | Neogale africana                                                     |
|  |                                                                      |
|  | Neogale felipei                                                      |
|  |                                                                      |

|  | Neogale africana |
|  |                  |
|  | Neogale felipei  |
|  |                  |

|  | Neogale vison      |
|  |                    |
|  | Neogale macrodon † |
|  |                    |

El gènere conté cinc espècies recents (quatre de vivents i una d'extinta):

### Espècies vivents
| Imatge | Nom científic                              | Nom comú            | Distribució                                                                                                 |
| ------ | ------------------------------------------ | ------------------- | --- |
|        | Neogale africana (Desmarest, 1800)         | Mostela tropical    | Conca de l'Amazones (Sud-amèrica)                                                                           |
|        | Neogale felipei (Izor i De la Torre, 1978) | Mostela de Colòmbia | Andes de Colòmbia i l'Equador                                                                               |
|        | Neogale frenata (Lichtenstein, 1831)       | Mostela cuallarga   | Nord-amèrica continental al sud del Canadà meridional; Andes i nord de la conca de l'Amazones (Sud-amèrica) |
|        | Neogale vison (Schreber, 1777)             | Visó americà        | Nord-amèrica (Estats Units i Canadà); introduït a Europa, el Japó, Xile i l'Argentina                       |

### Espècie extinta
| Imatge | Nom científic                     | Nom comú  | Distribució                                                     |
| ------ | --------------------------------- | --------- | --------------------------------------------------------------- |
|        | Neogale macrodon (Prentiss, 1903) | Visó marí | Províncies marítimes del Canadà, Nova Anglaterra (Estats Units) |